# مجيدو (سجن)
سجن مجيدو (بالعبرية: בית הסוהר מגידו) هو سجن إسرائيلي يقع عند مفترق مجيدو في المنطقة الشمالية في إسرائيل.